# Christian Lunding
Niels Christian Lunding (19. februar 1795 i København – 26. juli 1871 på Frederiksberg) var en dansk officer, bror til Conrad Matthias og Vilhelm Lunding.

## Karriere
Lunding begyndte som frikorporal og blev 1810 sekondløjtnant ved Kongens Regiment, 1812 i Ingeniørkorpset. 1815-40 var han ansat ved Korpsets Bygnings- og Fæstningstjeneste, dels i Holsten, dels i København, idet han 1820 forfremmedes til premierløjtnant, 1829 til stabskaptajn, 1834 til virkelig kaptajn og 1841 fik majors karakter.
1842 udnævntes han til chef for 1. ingeniørkompagni, men kom ved udnævnelsen til major 1844 atter tilbage til bygningsvæsnet (2. distrikt), medens han 1848 var fæstningsingeniør for København og som sådan ledede udførelsen af forskellige forsvarsarbejder. Kort efter krigens udbrud blev han dog kommandør for Feltingeniørdetachementet og deltog i slaget ved Slesvig samt i kampene ved Nybøl og Dybbøl, hvorefter han fik oberstløjtnants karakter. 1846 blev han Ridder af Dannebrog og 1848 Dannebrogsmand.
I vinteren 1848-49 overdrogs der ham forskellige projekteringsarbejder vedrørende Jyllands forsvar, hvoraf Fredericias fæstning udgjorde et væsentlig led, og trods mangel på arbejdskraft og pengemidler fik han dog dens forsvarsdygtighed forøget i en sådan grad, at Krigsministeriet efter hans tilskyndelse besluttede at holde den, da krigen udbrød på ny, idet Lunding 8. april udnævntes til kommandant.
Med sit store kendskab til fæstningen, sin sjældne arbejdsdygtighed, snarrådighed og store energi, var han den rette mand dertil. Ikke alene modstod han insurgenternes belejring, men forberedte udfaldet 6. juli ved omsigtsfulde foranstaltninger. Som belønning modtog han Kommandørkorset af Dannebrog, ligesom han kort efter blev virkelig oberst.
1852 ansattes Lunding som dirigerende stabsofficer ved Fæstningstjenesten i 1. Generalkommando og året efter i samme stilling i Holsten. To år senere kom han tilbage som midlertidig kommandant i Kastellet, men afgik 1856 fra Ingeniørkorpset og blev kommandant på Kronborg, idet der tildeltes ham generalmajors karakter.
Ved de truende krigsudsigter i december 1863 anmodedes han om på ny at overtage pladsen som kommandant i Fredericia, hvortil han straks var rede, skønt fæstningen til trods for de derpå anvendte arbejder endnu dengang var i dårlig stand. Efter at være ankommet dertil rådede han indtrængende til at opgive den, men dette ville ministeriet ikke.
Det beordrede ham til uopholdelig at sætte fæstningen i forsvarsstand, og han tog da fat med den gamle iver og ihærdighed, således at da preusserne og østerrigerne i marts viste sig uden for dens volde var den i stand til at udholde en belejring. Dertil kom det dog ikke; fjenden indskrænkede sig til et bombardement, og Lunding havde da let ved at afslå general Ludwig Karl Wilhelm von Gablenzs derpå følgende opfordring om overgivelse.
Under den nu følgende indeslutning arbejdede Lunding med kraft på fæstningens forstærkning, ligesom han lod foretage flere udfald og strejftog for at forulempe fjenden. Efter Dybbøls fald 18. april besluttede imidlertid regeringen at rømme Fredericia, og Lunding modtog ordren dertil den 26 samme måned, hvilket var et så hårdt slag for ham, at han nedlagde kommandoen og lod en anden lede rømningen.
Lunding, som i marts var blevet karakteriseret generalløjtnant, vendte, efter at krigen var endt, tilbage til Kronborg og benådedes 1867 med Storkorset af Dannebrog. Samme år afgik han som kommandant og sattes à la suite i hæren, medens Rigsdagen samme vinter bevilgede ham en særlig pension som anerkendelse af hans fortjenester af fædrelandet.
Han var en helstøbt personlighed, der med strenghed gennemførte, hvad han anså for ret og pligt, så at han var mere frygtet end elsket af sine underordnede; men netop disse egenskaber udkræves af en fæstningskommandant, og derfor vandt han sig et anset navn både 1849 og 1864.
Lunding var af udseende en høj, firskåren, kraftig mand, som var alt andet end smuk, og hans jævnligt snerrende, spydige udtalelser blev ikke bedre af et højst ubehageligt irriterende ansigtsudtryk, som han dog næppe var
herre over.

## Mindesmærker og gengivelser
Et mindesmærke for Lunding på Danmarks bastion i Fredericia afsløredes 6. juli 1899 med en buste af Andreas Paulsen.
Der findes to farvelagte tegninger ca. 1815 og 1820. Portrætmaleri af F.C. Lund. Posthumt maleri af August Jerndorff 1892 på Frederiksborgmuseet, gengivet i xylografi af H.P. Hansen samme år. Xylografi af samme 1871 efter fotografi af C.W. Roikjer.